# Moderazione del traffico
Con moderazione del traffico (in inglese traffic calming) s'intendono tutte le tipologie di intervento (singole o combinate tra loro) realizzate ovunque si vogliano ridurre gli effetti negativi prodotti dal traffico e dalla velocità dei veicoli.

## Introduzione
Gli interventi di moderazione del traffico rappresentano un utile strumento di adeguamento delle strade esistenti, tanto che la stessa bozza normativa Norma per gli interventi di adeguamento delle strade esistenti cita tale soluzione fra gli interventi non strutturali.
La ragione principale risiede nell'economicità di tali interventi se paragonati a soluzioni radicali, quali modifiche della geometria delle strade di vecchia concezione. Inoltre in ambito urbano, dove la complessità dell'ambiente rende impopolari interventi di natura invasiva, sono richieste soluzioni esteticamente gradevoli: richiesta che le tecniche di moderazione del traffico possono soddisfare.
L'Institute of Trasportation Engineers (ITE) definisce così la moderazione del traffico:

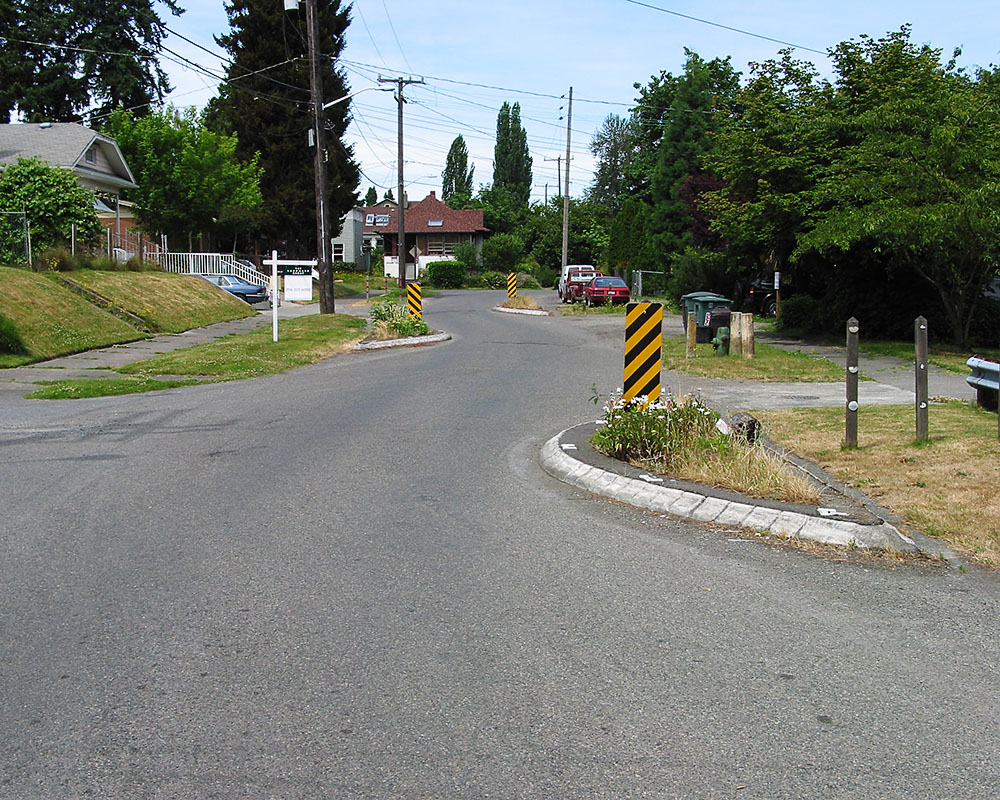
Disassamento (o chicane o serpentina)

"La moderazione del traffico comporta modifiche della geometria stradale, l'installazione di barriere o altri ostacoli fisici allo scopo di ridurre le velocità e i flussi di traffico, nell'interesse della sicurezza stradale, della vivibilità e di altri pubblici interessi."
La Transportation Association of Canada (TAC) definisce la moderazione del traffico come:
"La moderazione del traffico comporta un'alterazione del comportamento dell'utenza su una strada o su una rete stradale.
Include inoltre una gestione del traffico, con modifica delle traiettorie di circolazione e dei flussi all'interno di un'area urbana."
Alla luce di quanto detto, la moderazione del traffico è particolarmente indicata per le cosiddette zone sensibili, che si trovano a ridosso di servizi pubblici o privati di primaria importanza, tra i quali scuole, farmacie, ospedali/centri medici, zone commerciali, uffici pubblici, teatri, chiese ecc.
Gli interventi di moderazione del traffico sono, quindi, fondamentali per la riqualificazione urbanistica delle aree urbane nonché, se applicati determinati criteri, per aumentare le aree pubbliche al servizio del cittadino.
Il traffico veicolare viene moderato e obbligato al rispetto delle norme stradali e al tempo stesso beneficia delle maggiori aree adibite a parcheggio.
I pedoni fruiscono di passaggi pedonali ben visibili e più sicuri, privi di barriere architettoniche, rispettosi delle esigenze di ciascuno ed esteticamente piacevoli.
Storicamente la moderazione del traffico ha avuto inizio come movimento popolare alla fine degli anni '60 nella città olandese di Delft. I residenti di questa città si opposero al traffico che attraversava le loro strade, trasformandole in aree residenziali circoscritte o zone vivibili: in breve tempo quelle che una volta erano vie di circolazione automobilistica diventarono zone condivise, attrezzate con tavoli, panchine ed aree di parcheggio sulla strada.

## Campi di applicazione e tipo di interventi di moderazione del traffico

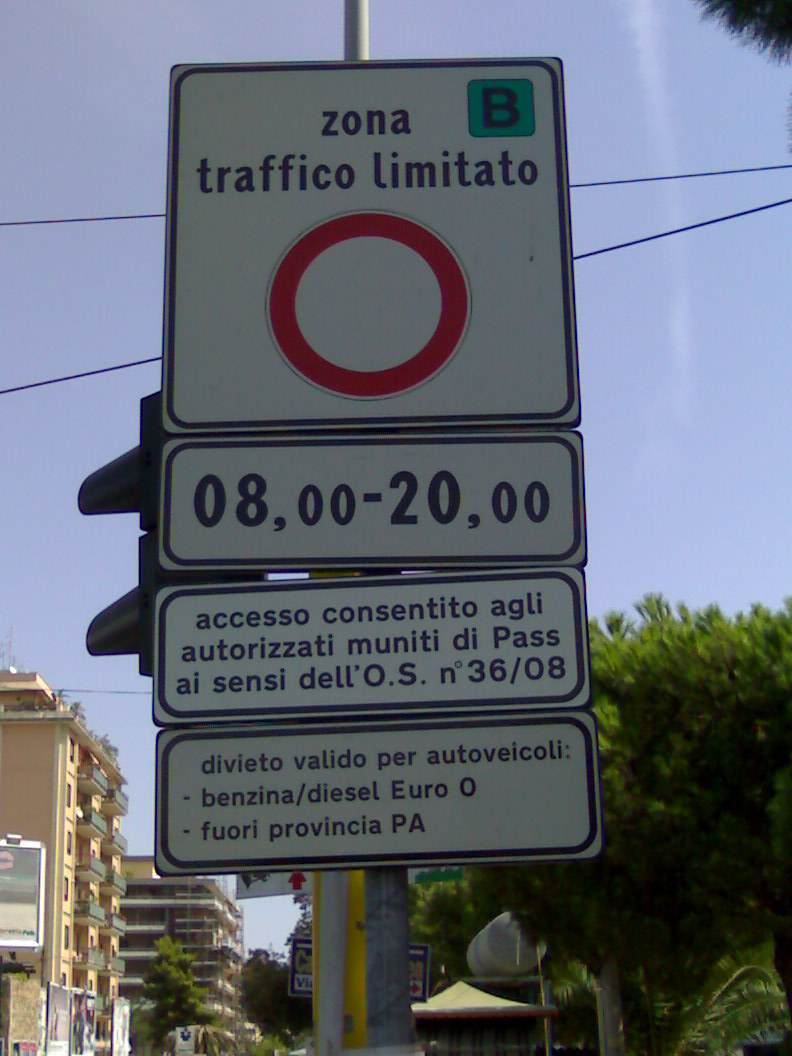
Segnaletica ZTL

Gli interventi di moderazione del traffico, di vario tipo, vanno a creare aree con certe caratteristiche in vari contesti urbani. Una diffusa applicazione è nelle zone prettamente residenziali, spesso di nuova urbanizzazione, o per riqualificarle nel caso di eredità di sviluppi o pianificazioni che ne hanno inficiato la vivibilità. Anche le zone commerciali, soprattutto se con alta densità di piccola distribuzione, possono godere ampiamente degli effetti di aumentata vivibilità generati dalla moderazione del traffico, ed analogamente per zone miste commerciali e residenziali.
Uno degli obbiettivi della moderazione del traffico è lo spostamento della ripartizione modale del traffico (o "modal split") da quote molto alte di uso del mezzo motorizzato privato a trasporto pubblico, bicicletta e pedonalità.
Nei centri storici gli interventi di moderazione del traffico vanno a svolgere la funzione di rendere effettivi gli obbiettivi e gli scopi delle ZTL (Zona a Traffico Limitato) con cui spesso essi sono caratterizzati. Le sole disposizioni normative e la segnaletica (accessi limitati, velocità etc) sono di effetti scarsi e difficilmente controllabili, e possono essere rafforzati o resi efficaci appunto per mezzo di modifiche alla geometria stradale, anche modesti e di basso costo.
Esistono diversi interventi di moderazione del traffico; in generale, essi vengono suddivisi in:
- interventi per il controllo della velocità (speed control measures);
- interventi per il controllo dei volumi dei flussi (volume control measures);
- interventi combinati (combined measures).

### Interventi sulla velocità

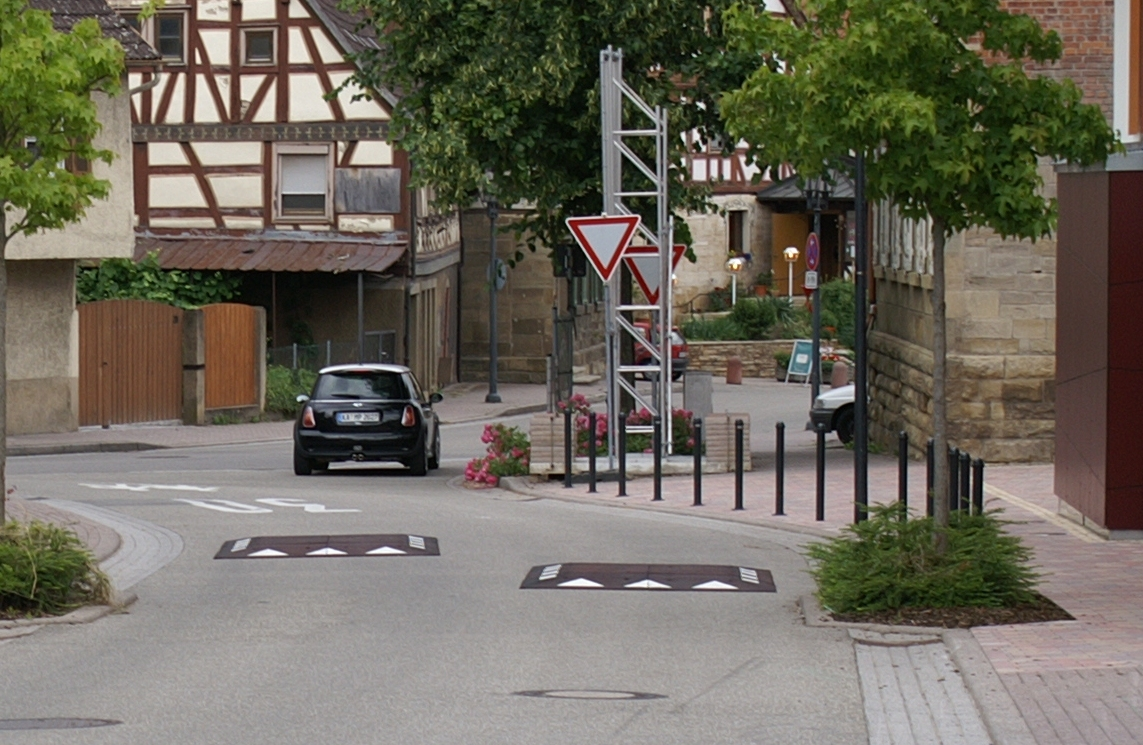
esempi combinati (rallentatori, restringimenti etc)

Gli interventi per il controllo della velocità implicano e vogliono avere impatto anche sui comportamenti di guida aggressivi dei veicoli motorizzati, che sono la causa generalmente riconosciuta per scarsa vivibilità e incidentalità. La forma più nota sono le zone 30. Entrando nel dettaglio delle tecniche per rendere effettiva la limitazione della velocità, ben oltre la segnaletica o la normativa, troviamo:
- Speed Humps (dossi artificiali)

I dossi artificiali sono delle aree rialzate con bordi addolciti, disposti perpendicolarmente all'asse della strada. Hanno il vantaggio di essere poco dispendiosi ed efficienti nell'opera di moderazione della velocità. Gli svantaggi sono rappresentati dall'essere una barriera architettonica per le persone portatrici di handicap, dal costringere al rallentamento anche i veicoli di soccorso (ambulanze), e da motivi di tipo estetico.
Evoluzioni delle Speed Humps sono le Speed Tables (dossi artificiali a profilo trapezoidale), le Raised Crosswalks (dossi artificiali che fungono da attraversamento pedonale) e le Raised Intersections (isole rialzate estese a tutta l'intersezione).
- Textured Pavements (pavimentazione stradale in rilievo)

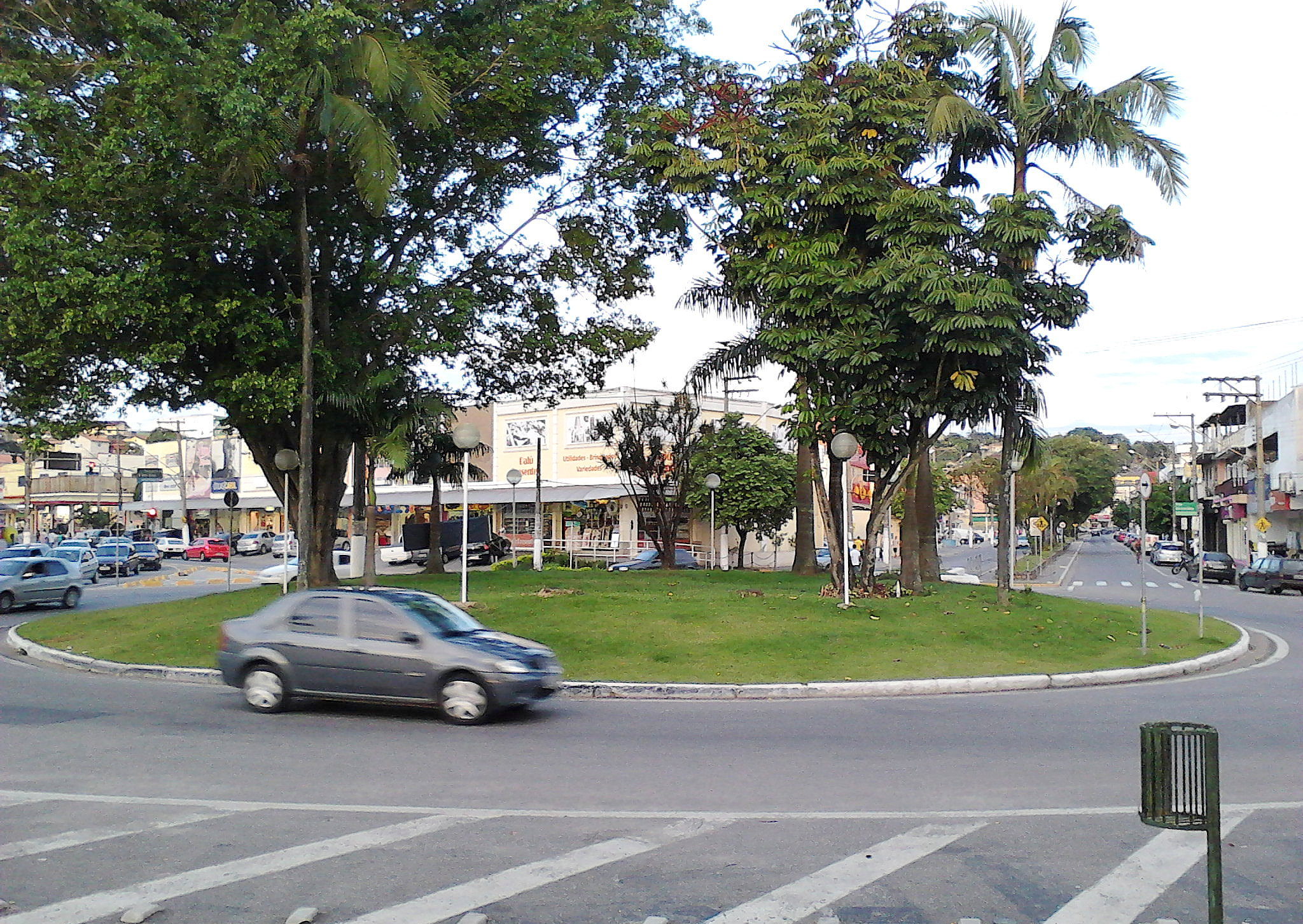
rotatoria

Prevedono l'uso di manti stradali colorati per creare una superficie non uniforme. Vengono spesso utilizzati per enfatizzare gli ingressi alle intersezioni o gli attraversamenti pedonali. I vantaggi principali sono il forte impatto percettivo da parte dell'utente, con conseguente riduzione della velocità, ed il grande valore estetico che con una buona progettazione possono assumere. Lo svantaggio principale è l'elevato costo (in funzione dei materiali utilizzati).
- Traffic Circles (rotatoria)

Sono isole rialzate di forma circolare poste nelle intersezioni con la possibilità di circolazione attorno ad esse. Sono ottimi interventi per la moderazione della velocità e l'incremento della sicurezza. Quando poste nelle intersezioni la loro opera di moderazione del traffico si estende ad almeno due strade. Se ben progettate, possono avere un gradevole impatto estetico. Gli svantaggi principali sono la difficoltà di iscrizione di alcuni veicoli e la notevole area occupata dall'opera.
Evoluzione della rotatoria è la "falsa rotatoria", posta generalmente nelle strade percorse a velocità superiori a quelle consentite. Esse spezzano la continuità della geometria stradale, creano un elemento di disturbo che altera il comportamento dell'utente, inducendone la moderazione della velocità.
- Chicanes (o serpentine, disassamenti)

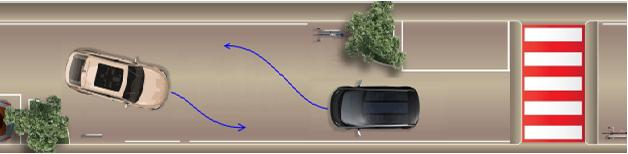
Chicane in zona 30

Una chicane è costituita da una deflessione orizzontale dell'asse stradale a forma di S, senza riduzione della larghezza e del numero delle corsie. Può essere ottenuta tramite allargamenti alternati dei marciapiedi, il posizionamento di isole centrali spartitraffico, oppure attraverso uno sfalsamento dei parcheggi, collocati prima della chicanes su un lato della strada e dopo su quello opposto.
Le chicanes sono realizzate per indurre i veicoli a ridurre la velocità su tratti di strada che, data la loro lunghezza e rettilineità, possono consentire accelerazioni eccessive. Il rallentamento viene determinato sia dalla manovra di correzione di traiettoria imposta al veicolo, sia dalla sensazione di “strada chiusa” che la chicanes dà agli automobilisti quando viene vista da lontano. La configurazione geometrica della chicanes deve essere tale da massimizzare il rallentamento dei veicoli, senza però impedire il transito dei mezzi di emergenza e di servizio. Possono essere interventi costosi in termini monetari e di spazio occupato.
- Narrowing (restringimenti)

Impedire o rendere meno agevole lo scambio, quindi rallentamento per la manovra, o attesa in spiazzo sufficientemente largo. In forma più accentuata la stessa cosa avviene con il ritorno al doppio senso di strade a senso unico (vedi sotto). Sosta (es. a pettine o lisca di pesce), allargamento marciapiedi, talvolta solo in prossimità degli incroci etc.
Insieme alle serpentine (o chicane o disassamenti) i restringimenti agiscono doppiamente: oltre a rallentare la velocità, metto in atto una redistribuzione dello spazio stradale (ed urbano) a favore della vivibilità sottraendolo al traffico motorizzato
- Ripristino del doppio senso al posto del senso unico

I sensi unici in molti casi sono stati istituiti nei decenni passati, all'interno di una visione "autocentrica" della viabilità e della città stessa, per incrementare la fluidità del traffico. In tal modo strade anche di quartiere sono state trasformate in arterie di scorrimento, stravolgendone il carattere e limitandone fortemente la vivibilità.
Il ripristino del doppio senso, generalmente senza allargamento della carreggiata, soppressione di parcheggi o altre misure ottiene l'effetto opposto, proprio rendendo difficile o impossibile lo scambio di veicoli in sensi di marcia opposti. In molti casi vengono realizzati spiazzi di scambio a distanze di lunghezza variabile. Di fatto si obbligano i veicoli a rallentamenti forzati, a brevi arresti ed attese per lo scambio ed in generale ad una maggiore attenzione nella guida.

### Interventi sull'accessibilità

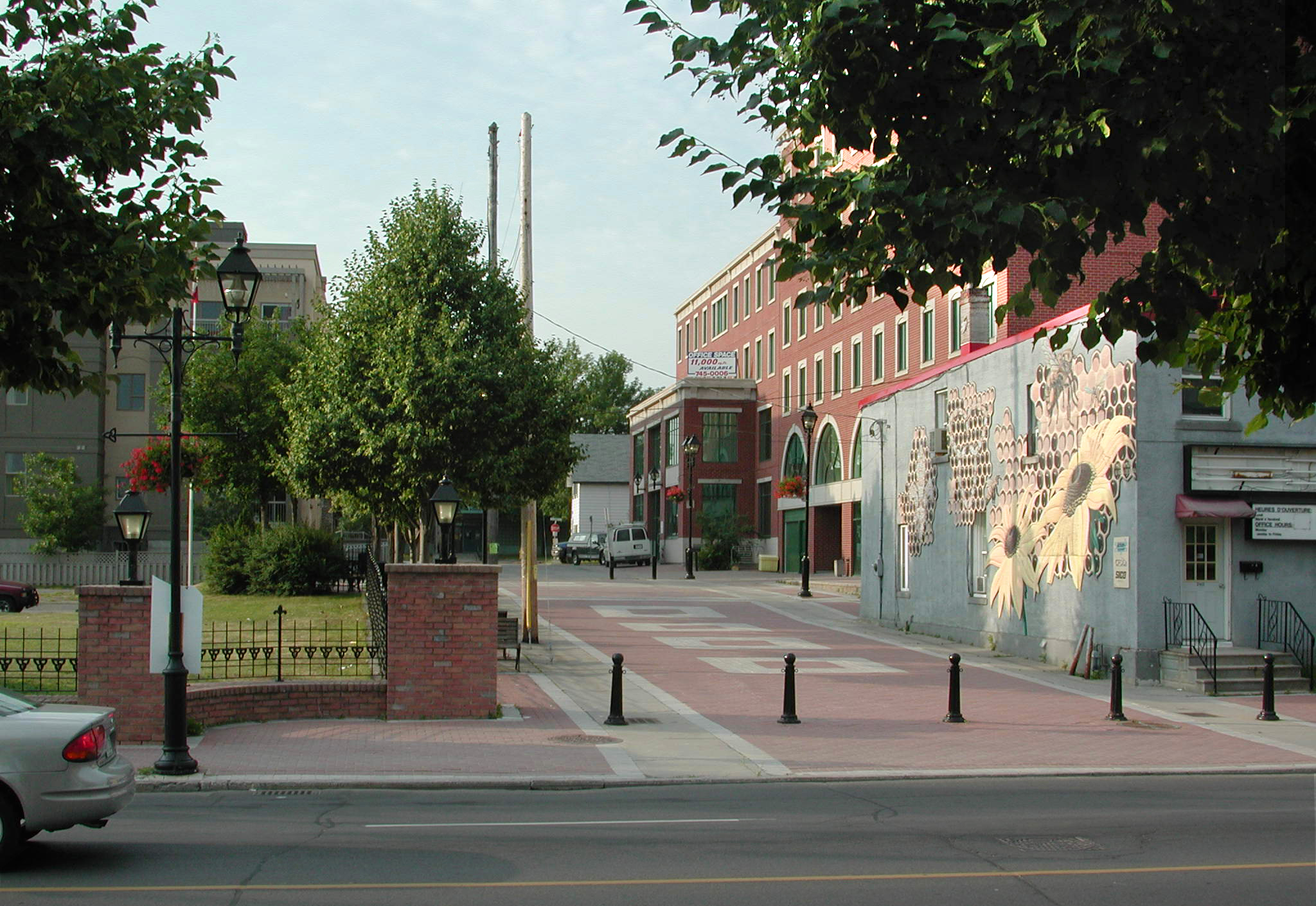
Vicolo cieco artificiale (Ottawa)

Chiusura o limitazioni all'accesso. Gli interventi di questo tipo possono essere diversi, per es.:
- Trasformare intersezioni/incroci in "cul de sac" (vicoli ciechi)

L'autoveicolo non può attraversare l'incrocio, spesso viene ricondotto all'esterno della zona con una inversione ad "U" o un percorso diverso. Lo scopo di questo diffuso intervento è quello di ridurre o escludere l'attraversabilità della zona a moderazione del traffico e limitare dunque i volumi di traffico.
- limitare il traffico ai soli veicoli autorizzati

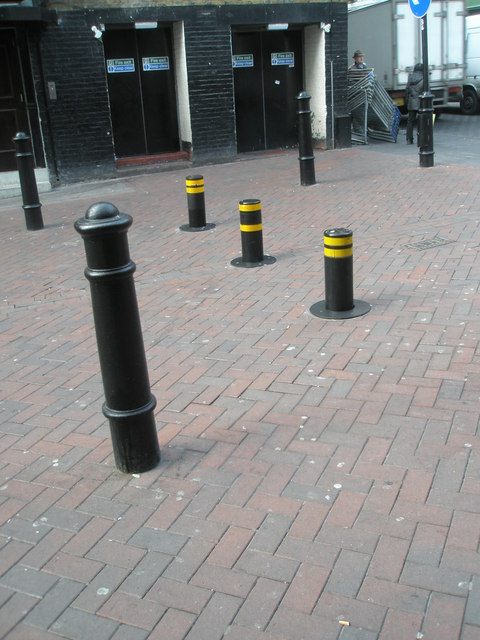
Colonnina a scomparsa "pilomat" (retractable bollard)

La limitazione più diffusa è quella ai soli residenti, mezzi di soccorso etc. Ciò può avvenire tramite norme o dispositivi meccanici ed elettronici. Fra i più diffusi le porte telematiche, che consentono il transito a veicoli dotati di particolare trasmettitore analogo al "telepass" autostradale e "leggono" le targhe, riconoscendo i veicoli autorizzati e multando automaticamente i transiti in violazione; cosiddetti "pilomat", consistenti in colonnine controllate a distanza che vengono sollevate per chiudere l'accesso o abbassate a livello di carreggiata per consentire il passaggio; semplici sbarre azionabili a mano, a chiave o con forme di riconoscimento elettronico
- Separatori di mezzeria

Semplici manufatti stradali che impediscono la svolta a sinistra o certi spostamenti sulla carreggiata in area residenziale.
- Chiusura di strade per creare zone pedonali

La pedonalizzazione di ampie aree urbane, specialmente dei centri storici, è ampiamente diffusa. Nell'ambito della moderazione del traffico, che tende a non escludere del tutto il traffico motorizzato, ma a limitarlo e ridurne fortemente l'impatto, vengono usate pedonalizzazioni di aree più piccole, distribuite all'interno della zona di interventi (per es. "a macchia di leopardo") che contribuiscono e rafforzano le alte misure viabilistiche ed urbanistiche.